# Kraftwerk Soma
Das Kraftwerk Soma ist ein 1957 in Betrieb gegangenes Braunkohlekraftwerk in Soma im Westen der Türkei. Ab 1979 wurden sechs modernere Kraftwerksblöcke mit je 165 MW errichtet (Soma B). Das Kraftwerk Soma A wurde 2010 stillgelegt.
Als Brennstoff dient Braunkohle aus dem Miozän, von der pro Jahr 8 Mio. t verbrannt werden. Die Abwärme des Kraftwerks wird mit Zellenkühlern abgeführt.
In der Nähe von Soma wird bis 2017 das 510 MW-Kraftwerk Soma Kolin errichtet.

## Blöcke
| Blöck | Leistung | Inbetriebnahme | Stilllegung |
| ----- | -------- | -------------- | ----------- |
| 1     | 22 MW    | 1957           | 2010        |
| 2     | 22 MW    | 1957           | 2010        |
| 3     | 165 MW   | 1979           |             |
| 4     | 165 MW   | 1979           |             |
| 5     | 165 MW   | 1984           |             |
| 6     | 165 MW   | 1986           |             |
| 7     | 165 MW   | 1990           |             |
| 8     | 165 MW   | 1991           |             |